# Paruline à croissant
Oreothlypis superciliosa
Espèce
Répartition géographique
Statut de conservation UICN

 LC  : Préoccupation mineure
La Paruline à croissant (Oreothlypis superciliosa) est une espèce de passereau appartenant à la famille des Parulidae.

## Systématique
L'espèce a été déplacée dans le genre Oreothlypis à la suite des travaux de Sangster (2008).

### Sous-espèces
Selon la classification de référence du Congrès ornithologique international (15.1, 2025) il se répartit en cinq sous-espèces :
- Oreothlypis superciliosa sodalis (R.T. Moore, 1941) — sierra Madre occidentale ;
- Oreothlypis superciliosa mexicana (Bonaparte, 1850) — sierra Madre orientale ;
- Oreothlypis superciliosa palliata (Van Rossem, 1939) — sierra Madre del Sur ;
- Oreothlypis superciliosa superciliosa (Hartlaub, 1844) — sierra Madre de Chiapas et plateaux environnants ;
- Oreothlypis superciliosa parva (W. Miller & Griscom, 1925) — est du Honduras et Nicaragua.